# RobotWar
RobotWar (с англ. — «Война роботов») — игра для программистов, написанная Сайласом Уорнером. Изначально (1970-е) она разрабатывалась для системы PLATO, позже была коммерциализирована и издана Muse Software в 1981 году.

## Игровой процесс
Основной составляющей игрового процесса было написание программы, управляющей роботом. После этого игрок мог выбрать нескольких роботов, которые будут сражаться друг с другом на арене, пока не останется только один. Игрок не мог принимать участия в битве или как-то управлять роботом.

## Восприятие
В первом выпуске Computer Gaming World игра была оценена положительно, в том числе за легкий для изучения язык программирования роботов, похожий на BASIC.
В 1996 году журнал Computer Gaming World упомянул эту игру в списке 150 лучших игр всех времён под номером 85.